# فهرست شخصیت‌های اصیل‌ها
این سریال بر اساس شخصیت‌های رمان خاطرات خون‌آشام ساخته شده‌است. این سریال در شهر نیواورلینز آمریکا، فیلم برداری شده‌است. محور اصلی داستان خانواده مایکلسون، خون‌آشام‌های اصیل و اولین خون‌آشام‌های تاریخ است. کلاوس (جوزف مورگان)، الایژا (دنیل گیلیز) و ربکا (کلر هولت) همراه هیلی مارشال (فیبی تانکین) و مارسل جرارد (چارلز مایکل دیویس) بازیگران اصلی این سریال هستند.

## داستان
داستان از جایی شروع می‌شود که کلاوس مایکلسون، اصیل و دورگهٔ اصیل خون‌آشام-گرگینه به محلهٔ فرانسوی‌های نیواورلینز، شهری که خانوادهٔ مایکلسون ۳۰۰ سال پیش آن را بنا کرده‌اند و به شهر نیروهای ماوراءالطبیعه معروف است بازمی‌گردد!
الایژا برای کمک به کلاوس خواهرش، ربکا را تنها گذاشته و به کمک برادرش می‌رود و پس از کمی تحقیق می‌فهمد که هِیلی (فیبی تانکین)، گرگینه‌ای زیبا که قبلاً با برادرش رابطه داشته و اکنون از او باردار است، به دست جادوگری به نام سوفی دِوِرُوکس (دنیلا پیندا) گروگان گرفته شده.
زمانی که سوفی مایکلسون‌ها را از اخباری که زندگیشان را تغییر می‌دهد با خبر می‌کند الایژا می‌فهمد که شانس دوباره‌ای به خانوادهٔ اصیل‌ها روی آورده تا دوباره خانواده را سرپا کند، زیرا خون‌آشام‌ها با وجود زندگی جاودانه، قادر به آوردن فرزند نیستند اما به دلیل نیمه گرگینه بودن، کلاوس توانسته دارای فرزند شود.
الایژا برادر بزرگتر و محترم خانواده که همیشه می‌خواسته انسجام خانواده‌اش را حفظ کند و رفتارهای بی‌رحمانه و وحشیانهٔ برادر کوچک‌تر را کنترل کند، تمام تلاش خود را برای سالم نگه داشتن هیلی و فرزند او می‌کند و امیدوار است که این فرزند از یک جهت نسل خانواده را ادامه دهد و از جهت دیگر کلاوس با تجربهٔ حس پدر شدن رویه‌اش را عوض کند چرا که رفتارهای ناهنجار کلاوس به این خاطر است که پدر او مایکل (سباستین روچه) همیشه رفتارهای وحشیانه و بی‌رحمانه‌ای نسبت به کلاوس داشته‌است و کلاوس همیشه در حسرت مهربانی پدر می‌ماند و آلایژا امیدوار است برادرش با تجربهٔ مهر پدرانه سرانجام صدمات روحی گذشته را فراموش کند.
حالا شهر پر از انسان‌ها، خون‌آشام‌ها و جادوگرها و گرگینه‌هایی است که به حاشیهٔ شهر رانده شده‌اند. کنترل شهری که اصیل‌ها بنا کرده‌اند حالا در دست دوست قدیمی کلاوس، مارسل (چارلز مایکل دیویس) است که آن‌ها تصور می‌کردند سال‌ها پیش کشته شده اما حالا با همراهی خون‌آشام‌های دیگر خانه و تاج و تخت آن‌ها را در اختیار گرفته‌است و کلاوس سوگند می‌خورد که پادشاهی شهر را دوباره به دست بیاورد…
سریال داستان روابط خانوادهٔ مایکلسون و نژادهای مختلف حاضر در شهر در بین خودشان و با یکدیگر است. قصهٔ اعتماد و بی‌اعتمادی، عشق و نفرت، بخشش و انتقام، خیانت و وفاداری، تلاش بعضی برای برقراری صلح بین نژادها و دسته‌ها و تلاش خونین و خیانت‌آمیز بعضی دیگر برای زیر سلطه درآوردن نژادهای دیگر.

## بازیگران

### مایکلسون‌ها
| بازیگر                                     | نقش              | گونه         | فصل            | وضعیت                                     | روابط                                                               |
| ------------------------------------------ | ---------------- | ------------ | -------------- | ----------------------------------------- | ------------------------------------------------------------------- |
| سباستین روشه                               | مایکل مایکلسون   | خون‌آشام اصیل | فصل ۲ تا فصل ۴ | کشته شده توسط کلاوس مایکلسون              | استر مایکلسون                                                       |
| آلیس ایوانز                                | استر مایکلسون    | جادوگر اصیل  | فصل دوم تا سوم | کشته شده توسط کلاوس مایکلسون              | مایکل مایکلسون ، انسل                                               |
| رایلی ولکل                                 | فریا مایکلسون    | جادوگر اصیل  | از فصل دوم     | زنده                                      | کیلین                                                               |
| کاسپر زافر                                 | فین مایکلسون     | خون‌آشام اصیل | فصل سوم        | کشته شده توسط گاز لوشن کستل               | سیج                                                                 |
| دنیل گیلیز                                 | آلایژا مایکلسون  | خون‌آشام اصیل | تمام فصل‌ها     | خودکشی و کشته شده همراه با کلاوس مایکلسون | تاتیا پتروا-آیا - سلسلت - کاترین پیرس - هیلی مارشال - جیا _ انتیونت |
| جوزف مورگان                                | نیکلاوس مایکلسون | دورگه اصیل   | تمام فصل‌ها     | خودکشی همراه با الایژا مایکلسون           | کرولاین فوربس کمیل اوکانل آرورا د مارتل جنویو                       |
| ناتائیل بازولیک                            | کول مایکلسون     | خون‌آشام اصیل | از فصل سوم     | زنده                                      | دوینا کلر                                                           |
| کلر هولت                                   | ربکا مایکلسون    | خون‌آشام اصیل | تمام فصل ها    | زنده                                      | مت داناوان استفن سالواتوره مارسل جرارد                              |
| سامر فنتانا(کودکی) دنیل رز راسل (۱۷ سالگی) | هوپ مایکلسون     | سه رگه       | از فصل دوم     | زنده                                      | رومن _ لندن کربی                                                    |

### جادوگر
| بازیگر              | نقش                        | فصل        | وضعیت                                    |
| ------------------- | -------------------------- | ---------- | ---------------------------------------- |
| دانیل کمبل          | دوینا کلیر                 | تمام فصل‌ها | زنده                                     |
| یوسف گیتوود         | وینسنت گریفیت/فین مایکلسون | از فصل دوم | زنده                                     |
| شانون ایوبنکس       | باستینا ناتال              | فصل اول    | کشته شده توسط الایژا مایکلسون            |
| اویسو اودِرا         | پاپا تونده                 | فصل اول    | کشته شده توسط سلست/سابین لارنت           |
| کارن کایا لیوز      | اگنس                       | فصل اول    | کشته شده توسط الایژا مایکلسون            |
| دنیلا پیندا         | سوفی دوروکس                | فصل اول    | کشته شده توسط مونیک دوروکس               |
| شانون کین           | سابین لارنت/سلست           | فصل اول    | کشته شده توسط الایژا مایکلسون            |
| الیس لوسک           | جنویو                      | فصل اول    | کشته شده توسط هیلی مارشال                |
| یاسمین البسطامی     | مونیک دوروکس               | فصل اول    | کشته شده توسط مارسل جرارد                |
| دنیل شارمن          | کیلب وستفال/کول مایکلسون   | فصل دوم    | طلسم شده توسط فین مایکلسون               |
| سونیا سن            | لنور/استر مایکلسون         | فصل دوم    | کشته شده توسط فریا مایکلسون              |
| کلودیا بلک          | دالیا                      | فصل دوم    | کشته شده توسط کلاوس مایکلسون             |
| ناتالی دریفس        | کسی/استر مایکلسون          | فصل دوم    | کشته شده توسط فریا مایکلسون              |
| میسی ریچاردسون-سلرز | ایوا سنکلیر/ربکا مایکلسون  | فصل دوم    | کشته شده توسط ربکا مایکلسون/محفل استریکس |
| ...                 | ایوی                       | فصل پنجم   | کشته شده توسط شبگرد ها                   |

### انسان
| بازیگر           | نقش            | فصل           | وضعیت                                             |
| ---------------- | -------------- | ------------- | ------------------------------------------------- |
| لیه پایپس        | کمیل اوکانل    | تمام فصل‌ها    | خودکشی و تبدیل شده به خون آشام توسط آرورا د مارتل |
| تاد استاشویک     | کیارن اوکانل   | فصل اول       | طلسم شده توسط باستیانا ناتال                      |
| مک کری مک کوزلند | جوانی مارسل    | بازیگر دوره‌ای | کشته و تبدیل شده توسط کلاوس مایکلسون              |
| جیسون دوهرینگ    | بازرس ویل کینی | فصل سوم       | کشته شده به دلیل وفاداری به هالو                  |

### گرگینه
| بازیگر         | نقش             | گونه                                    | فصل              | وضعیت                                 |
| -------------- | --------------- | --------------------------------------- | ---------------- | ------------------------------------- |
| فیبی تانکین    | هیلی مارشال     | خون آشام(خاموش سازی گرگینه ای در فصل 5) | تمام فصل‌ها       | خودکشی به همراه گرتا و برای کشتن گرتا |
| نیتن پارسونز   | جکسون کنر       | گرگینه                                  | فصل اول تا سوم   | کشته شده توسط تریستان د مارتل         |
| چیس کلمن       | اولیور          | گرگینه                                  | فصل اول و دوم    | طلسم شده توسط جادوگرها                |
| پتا سرجنت      | فرانچسکا کوره آ | گرگینه                                  | فصل اول و دوم    | کشته شده توسط هیلی مارشال             |
| دبرا مونی      | ماری دوماس      | گرگینه                                  | فصل دوم          | زنده                                  |
| کولین وودل     | ایدن            | گرگینه                                  | فصل دوم          | کشته شده توسط دالیا                   |
| کریستیانا موسس | کیلین           | گرگینه                                  | فصل چهارم و پنجم | زنده                                  |

### خون‌آشام
| بازیگر            | نقش               | فصل         | تبدیل شده توسط  | وضعیت                                                 |
| ----------------- | ----------------- | ----------- | --------------- | ----------------------------------------------------- |
| چارلز مایکل دیویس | مارسل جرارد       | تمام فصل‌ها  | کلاوس مایکلسون  | زنده                                                  |
| لیه پایپس         | کامیل اوکانل      | فصل سوم     | آرورا د مارتل   | کشته شده توسط گاز لوشن کستل                           |
| کالارد هریس       | تیِری ونچور        | فصل اول     | مارسل جرارد     | کشته شده توسط الایژا مایکلسون                         |
| ایکا دارویل       | دیگو              | فصل اول     | مارسل جرارد     | کشته شده توسط مایکل مایکلسون                          |
| استیون کروگر      | جاشوا «جاش» روسزا | تمام فصل ها | مارسل جرارد     | کشته شده توسط شبگرد ها                                |
| نیشی منشی         | جیا               | فصل دوم     | مارسل جرارد     | کشته شده توسط کلاوس مایکلسون                          |
| تریسی ایفیچور     | آیا               | فصل سوم     | الایژا مایکلسون | کشته شده توسط هیلی مارشال                             |
| اندرو لیز         | لوشن کستل         | فصل سوم     | کلاوس مایکلسون  | کشته شده توسط کلاوس مایکلسون                          |
| ربکا بریدز        | آرورا د مارتل     | فصل سوم     | ربکا مایکلسون   | بخواب رفته توسط جادوی فریا مایکلسون                   |
| اولیور اکلند      | تریستان د مارتل   | فصل سوم     | الایژا مایکلسون | کشته شده به وسیله مرگ موقتی الایژا مایکلسون توسط هالو |
| کندیس آکولا       | کرولاین فوربس     | فصل پنجم    | کاترینا پتروا   | زنده                                                  |
| پاول وسلی         | استفن سالواتوره   | فصل سوم     | کاترینا پتروا   | خودکشی برای نجات برادرش                               |
| جیمی موری         | انتیونت           | فصل پنجم    | گرتا            | زنده                                                  |

* ^ تنها بازیگرانی که از سریال خاطرات خون‌آشام به عنوان میهمان در اصیل‌ها حضور پیدا کردند، نینا دوبرو، پل وسلی، مایکل تروینو، زک روئریگ ، متیو دیویس ، لسلی -ان هاف و کندیس آکولا می‌باشند.